# Paranoid (canção de Jonas Brothers)
"Paranoid" (em português:  Paranoico) é uma canção da banda americana Jonas Brothers, lançada como primeiro single de seu quarto álbum de estúdio, Lines, Vines and Trying Times, em 7 de maio de 2009, pela Hollywood Records.

## Lançamento e recepção
A canção estreou na Rádio Disney em 7 de maio de 2009 e no iTunes em 12 de maio.
Bill Lamb, do About.com, disse que "Paranoid" é "um pop rock da moda que irá rapidamente encontrar um lar no rádio pop", apresentando "um som mais adulto de forma distintiva". Gary Trust, da revista Billboard, escreveu que "Paranoid" é "puro pop, explodindo em um dos refrões feitos-para-rádio da banda mais óbvios até agora" e que a canção "brilha com seu próprio mérito musical".

## Videoclipe
O videoclipe foi dirigido pelos The Malloys, que também dirigiram o vídeo de "Burnin' Up". Estreou no Disney Channel em 23 de maio de 2009 e no dia 26 de mesmo mês no iTunes.
O vídeo começa com Joe, Nick e Kevin sentados em três cadeiras vazias em um armazém. Quando eles se viram uns para os outros, cada irmão troca de lugar repentinamente. Em seguida, mostra cada um deles separadamente. Kevin está em uma sala cheia de clones seus, Joe sobe uma escada em no corredor de um hotel e encontra ele mesmo em uma luta, e Nick abre a porta do hotel e percebe que está perdido em um deserto, onde seu carro aparece e ele começa a dirigir. Quando está cruzando o deserto, ele encontra uma garota em um carro ao lado dele, indicando-o a estrada. Nick de repente entra em uma porta, e acorda de um sonho. joe e kevin o perguntam se ele está bem, quando nota dois lutadores, uma garota em seu carro, que parecem ter aparecido repentinamente, com vários clones de Kevin correndo com eles. Tudo isso é mostrado com cortes dos irmãos se apresentando no armazém do início do vídeo.

## Paradas musicais
| Parada (2009)                   | Melhor posição |
| ------------------------------- | -------------- |
| Canadá                          | 47             |
| Irlanda                         | 27             |
| Noruega                         | 20             |
| Suécia                          | 53             |
| Reino Unido                     | 56             |
| Billboard Hot 100               | 37             |
| Billboard Pop 100               | 40             |
| Brasil - Brasil Hot 100 Airplay | 47             |